# Підопічна територія Сомалі
Підопічна територія Сомалі, офіційно "Підопічна територія Сомаліленд під адміністрацією Італії" (англ. Trust Territory of Somaliland under Italian administration; італ. Amministrazione fiduciaria italiana della Somalia) — підопічна територія Організації Об'єднаних Націй, яка була під орудою Італії в 1950 — 1960 рр. на терені сучасного Сомалі. 
У 1941 році Італійське Сомалі було захоплено англійськими та південноафриканськими військами під час Східноафриканської кампанії Другої світової війни. Британія керувала областю до листопада 1949 року, коли Італійське Сомалі було перетворено на підопічну територію Організації Об'єднаних Націй під італійською адміністрацією.
З 1 липня 1960 року, територія стала незалежною — Республіка Сомалі та відразу ж приєднало сусідню державу Сомаліленд, що здобула незалежність від Великої Британії 26 червня 1960 року.

## Тло
У 1941 р. Італійське Сомалі було окуповано британськими та південноафриканськими військами в рамках Східноафриканської кампанії Другої світової війни. Британці продовжували керувати цією територією до 1 квітня 1950 р.. У цей день колишнє Італійське Сомалі було визнано підопічної територією, як це передбачено Резолюцією 289 Генеральної Асамблеї ООН від 21 листопада 1949 р..

### Повернення до італійського контролю
Сомалійська молодіжна ліга (головна сила в країні, яка боролась за незалежність) різко виступала проти повернення Сомалі під контроль Італії та звинувачувала Британію в бартері з країною, щоб заспокоїти Італію. З усіх вимог Італії щодо управління її колишніми колоніями під опікою було прийнято лише колишнє Італійське Сомалі. Це також був єдиний випадок, коли опіку було призначено державі, яка зазнала поразки під час Другої світової війни.
Виступаючи за опіку від імені уряду США, американський посол Філіп Джессап стверджував, що оскільки сомалійці були переважно пастухами, "Навряд чи ми можемо очікувати, що ці люди будуть в змозі самі визначати, які засоби можуть найкраще забезпечити досягнення ними самоврядування та незалежності..." Різні антиколоніальні держави-члени ООН відмовилися від запланованих 10 років опіки, причому Польща запропонувала скоротити термін до 3 років, а Ефіопія повністю проголосувала проти опіки.
Рішення повернути Сомалі під контроль колишнього колоніального правителя було дуже суперечливим, оскільки сомалійці вважали, що підопічна територія створювалася в інтересах Італії.

#### Реакція Сомалійської молодіжної ліги
Перед поверненням італійців до Сомалі Сомалійська молодіжна ліга провела великий саміт, щоб сформулювати спільну політику та єдине ставлення до опікунського уряду. Спочатку було вирішено розпочати збройний опір, але після серйозних роздумів ліга дійшла висновку, що помірніший курс буде кращим для громадян Сомалі. Після завершення самітів SYL надіслав документ головному італійському адміністратору з поясненням своєї позиції. Ліга повідомила адміністрації, що продовжить агітацію за незалежність, і висловила надію, що новий уряд не буде чинити опір зусиллям SYL. Було чітко зазначено, що організація готова співпрацювати з опікунськими органами, якщо вони відповідатимуть взаємністю. Ліга вимагала, щоб арабська була офіційною мовою опіки замість італійської, а також просила, щоб італійський уряд не повертав офіційних осіб фашистської епохи.

### Утворення Опікунської адміністрації
Італія не мала фінансових ресурсів для ефективного управління територією, оскільки італійська економіка значною мірою зазнала краху після ДСВ. Вона отримувала допомогу згідно плану Маршалла і в результаті сформувала адміністрацію опіки з неадекватним бюджетом.
Більшість італійських чиновників, обраних для управління адміністрацією, були членами старого Міністерства у справах колоній, що викликало обурення та тривогу в Сомалі та сусідній Ефіопії. Найбільше для багатьох людей викликало повторне призначення колишнього фашистського губернатора Копассо Верхньої Джубби на ту саму посаду, яку він обіймав у колоніальну еру. Вважалося, що підопічна територія була притулком для фашистів, які тікали від післявоєнних переслідувань в Італії.
Щоб зменшити сомалійські побоювання, було створено консультативну раду у складі представників Єгипту, Колумбії та Філіппін, які звітували б Раді з опіки ООН про події на території. Багато сомалійців, які пережили еру мандату ООН, вірили, що колумбійські та філіппінські представники погоджуються або відверто працюють з інтересами Італії. Єгипетського представника, навпаки, сприйняли позитивно за суперечки зі своїми колегами щодо поведінки опіки.

#### Валюта
Валютою опіки було сомало. Він був випущений Банком Італії для Cassa per la circolazione monetaria della Somalia (Центральний банк опіки).

#### Мова
Італійська була обрана основною офіційною мовою протягом мандата, хоча сомалійська також була офіційною мовою. Також була поширена арабська.

## Історія
1 квітня 1950 Amministrazione fiduciaria italiana della Somalia (AFIS) почала своє правління. Розгортання 6500 військовослужбовців висадилося в Сомалі для допомоги у створенні AFIS під керівництвом Джованні Форнарі. Три роки перебування Форнарі на посаді стануть найважчими роками опіки. Професор І. М. Льюїс стверджував, що для сомалійців велика присутність італійської армії, розгорнутої на початку мандата, «...надала передачі значною мірою характеру військової окупації».

### Адміністрація Форнарі (1950–1953)
Згідно італійського журналіста та історика Анджело Дель Бока в репортажі для Corriere della Sera, майже всі офіційні особи, яких Італія обрала керувати AFIS, були «колоніально-фашистського» походження. Джакомо Бона, місцевий секретар християнських демократів в Могадішо, попередив штаб-квартиру партії в Римі, що після створення підопічної території в Сомалі відбулося велике відродження фашизму. Сомалійська молодіжна ліга (SYL) публічно засудила уряд Опіки як «заражений фашистами» та звинуватила, що AFIS надає тим, хто тікає від післявоєнних переслідувань, вигляд легітимності. Новопризначений губернатор Копассо, колишній фашистський адміністратор в Італійському Сомалі, активно намагався делегітимізувати та дискредитувати Сомалійську молодіжну лігу, намагаючись продовжити правління Італії з 10 до 30 років. Велика присутність фашистів у AFIS призвела до того, що уряд почали називати Ancora Fascisti Italiani in Somalia (Все ще італійські фашисти в Сомалі).
Перша половина десятирічного правління AFIS буде відзначена ворожнечею та конфліктом між італійською владою та Сомалійською молодіжною лігою. Численні посадовці SYL, які обійняли провідні посади в епоху британської військової адміністрації, були понижені в посаді, усунені зі своїх посад або ув'язнені італійськими чиновниками. Ці спроби маргіналізувати лігу призвели до демонстрацій по всій країні, які були суворо придушені урядом, який на той час прийняв рішення не співпрацювати або не погоджуватися з планами SYL. Абдіразак Хаджі Хусейн, майбутній прем'єр-міністр Республіки Сомалі, був жорстоко побитий і заарештований італійською владою в 1950 р.. Через жорстку та мілітаристську поведінку AFIS, SYL вважала орган окупаційною силою. Член Сомалійської молодіжної ліги Абдулахі Ісса, майбутній прем'єр-міністр території, стверджував, що присутність колишнього колоніального правління Сомалі була однією з головних перешкод на шляху демократичного та мирного розвитку.
І без того недофінансований бюджет AFIS був скорочений на 25% в 1951 р.. Джованні Форнарі, голова AFIS, протестував у Римі, заявивши, що скорочення загрожує функціонуванню AFIS. Через фінансовий тиск чисельність італійського військового контингенту, розгорнутого в Сомалі, швидко скоротилася в 1951-1952 рр.. Згідно італійського політика та журналіста Ернесто Россі, зарплати та привілеї, надані фашистським працівникам адміністрації Опіки, були непомірно високими і, як наслідок, сильно вплинули на річний бюджет.

### Перехід до адміністрації Мартіно (1953)
На початку 1953 р. Джованні Форнарі залишив посаду, і його замінив Енірко Мартіно. Міністерство закордонних справ дало Мартіно чотири вказівки:
1. Готуватися до незалежності, сформулювавши політику, яка залучала б співпрацю Сомалійської молодіжної ліги з AFIS, оскільки ставало очевидним, що ця організація є найпопулярнішою в країні, і маргіналізувати її було неможливо. Оскільки SYL зараз є найімовірнішим майбутнім урядом, серйозні тертя з партією загрожували б італо-сомалійським відносинам[en] після здобуття незалежності.
2. Керувати, усвідомлюючи, що крайній термін мандату 1960 року має бути дотриманий
3. Зняти напругу між італійською та сомалійською громадами
4. Покращити економічну ситуацію в Сомалі

Того ж року Мартіно почав готуватися до перших демократичних виборів, наказавши провести перепис населення.
У доповіді 1953 р. на замовлення Міністерства закордонних справ Італії попереджалося, що AFIS створює нестабільну ситуацію в Сомалі, роблячи економіку повністю залежною від експорту бананів. Винятково високі прибутки від бананів стримували італійську владу від розвитку інших культур.
У 1954 р. італійський уряд заснував вищі навчальні заклади права, економіки та соціальних наук у Могадішо, столиці території.
Консультативна рада, створена ООН, стане ареною гострого суперництва між італійцями та єгиптянами. Єгипет вважав Сомалі зоною свого впливу порівняно з італійцями через історичні, культурні та географічні зв’язки, позиція, яких залишилася незмінною під час драматичного переходу від правління короля Фарука до єгипетської революції 1952р.. Член ради від Єгипту Мухаммад Камаль Аддін Салах мав велику популярність у сомалійців за різку критику політики AFIS. У 1957 р. він був убитий сомалійським стрільцем, якого, за чутками, пізніше змусила замовкнути італійська влада за допомогою смертельної ін'єкції.

### Перші вибори і розрядка (1954)
У 1954 р. на території відбулися перші муніципальні вибори. Сомалійська молодіжна ліга здобула рішучу перемогу, довівши, що вона є найпопулярнішою партією в країні. В результаті виборів як італійська адміністрація, так і SYL змінили ставлення один до одного. AFIS повністю усвідомила, що для управління їй потрібна підтримка SYL, тоді як SYL визнала, що для зміцнення своєї позиції їй необхідно підтримувати хороші стосунки з міжнародно визнаною адміністрацією.
Флорентійцю Енріко Анцілотті, італійському дипломату з AFIS, приписують допомогу у виправленні розриву між SYL та владою в цей період, щоб підготуватися до незалежності. Попри те, що Анцілотті досяг значного успіху в цей період, йому постійно протистояли інші італійські чиновники, зокрема генеральний секретар AFIS П'єро Франко. Це був перший випадок, коли сомалійському націоналістичному руху було запропоновано мирну передачу влади, і, отже, новий підхід Анцілотті спричинив запеклі дебати в лізі щодо того, як боротися з AFIS. Суперечка була зосереджена навколо «поміркованих» і «радикальних» крил SYL. Помірковані вважали, що, оскільки до незалежності залишилося лише п’ять років, було б доцільніше, щоб SYL скористалася можливістю співпрацювати з адміністрацією опіки для побудови основ держави. Проти цього виступила радикальна фракція, яка називала прихильників цієї ідеї італійськими колабораціоністами. Хоча пізніше Анцілотті був змушений покинути Сомалі в 1958 р., сомалійці поважають його зусилля за створення умов, необхідних для мирної та демократичної передачі влади. Таким чином, він став єдиним італійським сановником, який отримав Somali Star (найвищу нагороду країни) після здобуття незалежності в 1960 р., і на його честь у Могадішо було названо район Quartiere Anzilotti.
Аден Абдулла Осман, голова «поміркованої» фракції та майбутній перший президент Сомалі, буде обраний президентом SYL в 1954 р.. Під час його правління між Лігою та італійцями була створена атмосфера розрядки. Вперше була встановлена пряма лінія зв'язку між SYL та адміністрацією. Після такого розвитку подій обидві сторони стали поміркованішими. До середини 1950-х відносини між Сомалійською молодіжною лігою та італійською владою значно покращилися, хоча в наступні роки відносини залишалися напруженими.
До 1955 р.,  незначний прогрес був досягнутий на шляху до самоврядування та незалежності.

### Парламентські вибори і підготовка до незалежності (1949 - 1959)
У 1956 р. відбулася «сомалізація», процес заміни всіх італійських державних чиновників на сомалійців, який пішов повним ходом, коли почали замінювати вищих адміністраторів. Таким чином було створено законодавчий орган із 70 місцями, 10 з яких були зарезервовані для етнічних меншин. Зборам було надано повну владу у внутрішніх справах, але голова адміністрації опіки мав право абсолютного вето.

#### Формування сомалійського уряду
У 1956 р. відбулися перші загальні вибори, на яких рішучу перемогу здобула Сомалійська молодіжна ліга. Після перемоги SYL мала сформувати уряд. Абдулахі Ісса був обраний першим прем'єр-міністром Сомалі. Підручники з історії Сомалі відзначають 1956 р. як вирішальний рік, коли італійські чиновники зацікавилися переданням управління сомалійському населенню. До кінця того ж року всі райони та провінції під мандатом були під безпосереднім керівництвом сомалійських адміністраторів. Попри відсутність формальної освіти, багато сомалійських чиновників продемонстрували високий рівень здібностей, особливо на районному рівні.

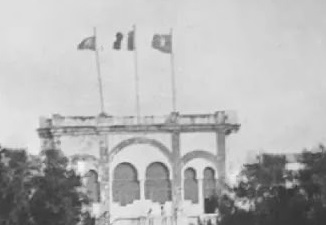
Урядова будівля Могадішо 1959 з трьома прапорами: прапор Сомалі, прапор ООН, прапор Італії

### Незалежність і утворення Республіки Сомалі (1960)
У 1960 р. Підопічна територія Сомаліленд (колишній Італійський Сомаліленд) стала незалежною, прямучі за ненадовго існуючою Державою Сомаліленд (колишнього Британського Сомаліленду), яка здобула незалежність п'ятьма днями раніше, з Мохамедом Хаджі Ібрагімом Егалом як прем'єр-міністром 26 червня 1960. 1 липня 1960 дві території об'єдналися, як і було заплановано, утворивши Республіку Сомалі. Було сформовано новий уряд з Хаджі Баширом Ісмаїлом Юсуфом як першим президентом Національної асамблеї Сомалі, Абдуллахі Іссою як прем’єр-міністром, Аденом Абдуллою Османом Дааром як президентом і Абдірашідом Алі Шермарк як прем’єр-міністром, який пізніше став президентом (1967-1969 рр.).
Вважалося, що опіка дасть населенню колишнього Італійського Сомалі можливість здобути більше досвіду в політичній освіті та самоврядуванні порівняно з іншими африканськими колоніями. Це були переваги, яких Британський Сомаліленд, який мав бути включений до складу нової сомалійської держави, не мав. Попри те, що в 1950-х р. британські колоніальні чиновники намагалися за допомогою різноманітних заходів щодо розвитку компенсувати минуле нехтування, протекторат стагнував. Різниця між двома територіями в економічному розвитку та політичному досвіді спричинить серйозні труднощі, коли прийде час інтегрувати обидві частини.

## Досягнення та невдачі

### Освіта
Найвагомішим досягненням Опікунства була освітня справа. Під час італійського колоніального правління віце-король Італійської Східної Африки оголосив, що сомалійцям не дозволяється відвідувати школу після третього класу і Британська військова адміністрація, не доклала жодних реальних зусиль з освіти. Таким чином, на початку опіки в 1950 році лише 2000 сомалійців були зараховані до шкіл по всій території.
Співпраця між владою Італії, Сомалійською молодіжною лігою та ЮНЕСКО досягла значного прогресу з освіти шляхом заміни колишніх колоніальних місіонерських шкіл державною освітою, що фінансується державою. До 1957 р. понад 30 000 сомалійців навчалися в школах. Зусилля Італії в першу чергу були зосереджені на початковій школі. Конкуренція між Італією та Єгиптом в освіті значною мірою сприяла цьому зростанню. Починаючи з 1950 р., єгиптяни почали серйозні зусилля, надсилаючи вчителів і допомагаючи створювати арабські школи. Через суперництво шкільна система розділилася: сім’ї та клани проіталійської орієнтації зазвичай відвідували державні школи, а прихильники SYL, навчалися в арабських школах. Щоб задовольнити суспільний попит на навчання арабською, італійська влада запросила вчителів із Лівії.

### Система управління
Історик Анджело Дель Бока зазначив, що система, яку Італія нав’язала Опіці, була відірвана від реальності того, як функціонувало Сомалі, і в кінцевому підсумку відтворювала ті самі бюрократичні недоліки, що й італійська система.

### Економічний розвиток
Невдовзі після приходу до влади президент Мохамед Сіад Барре скаржився італійським журналістам на те, що Італія не розвинула нічого, крім бананів.

## Організація
Адміністратор, обраний серед кадрових дипломатів, представляв уряд Італії. За указом Президента Республіки він також виконував функції командувача збройними силами Сомалі, які складалися з військового корпусу та поліцейського корпусу: Corpo di Sicurezza dell'AFIS та Gruppo Carabinieri della Somalia. Перший мав 3000 осіб, з генералом, 20 старшими офіцерами, 90 молодшими офіцерами; другий — приблизно 2300 осіб, один старший і 15 молодших офіцерів.

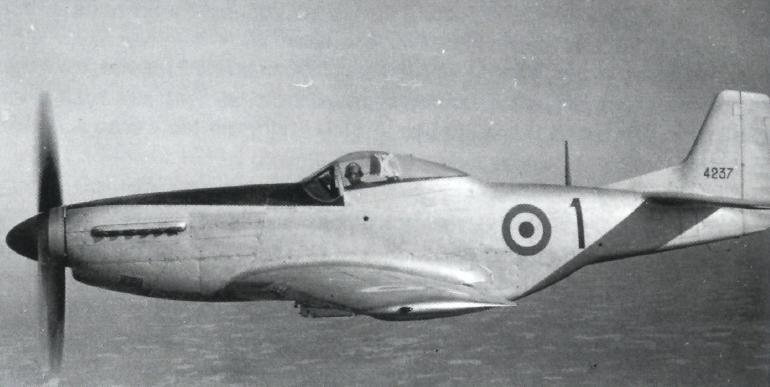
Mustang P51 Comando aeronautica

AM створила Comando Aeronautica della Somalia. з льотною групою, до складу якої, крім транспортних літаків і літаків зв'язку Douglas C-47, Douglas C-53 і Stinson L-5 Sentinel, також входила ескадрилья винищувачів, оснащена P-51 Mustang (MM.4237, MM.4239, MM.4250, MM.4259) колишнє 4-е крило (4º Stormo). Єдиним втручанням, у якому брав участь Mustang з Comando Aeronautica della Somalia, була атака з автомата для розгону групи озброєних сомалійців поблизу Вітторіо д'Африка. У 1962 р. вісім колишніх літаків AM F-51D сформували першу ескадрилью винищувачів Повітряних сил Сомалі (Somali Air Force).
У 1956 р. відбулася реорганізація зі створенням армії Сомалі (Esercito della Somalia) та поліцейських сил Сомалі (Forze di Polizia della Somalia), куди також були прийняті колишні заптіє (Zaptié), які воювали разом з італійцями.

### Адміністративний поділ
Територія була поділена на шість «комісаріатів» (Commissariati), пізніше названих «регіонами» (Regioni), очолюваних комісаром, а з 1956 р. — префектом. Комісаріати далі поділялися на «резиденції» (Residenze), очолювані військовим або цивільним резидентом. Законодавча влада також була делегована Адміністратору до створення Законодавчої асамблеї, яка була обрана в 1956 р., а також сомалійської виконавчої влади з внутрішніх справ на чолі з Абдуллахі Ісcою Мохамудом.

## Економіка

### Землеробство та тваринництво
У 1956 р. під землеробство використовувалося 17,4 %, під тваринництво — 43,5 % земель.
У європейських сільськогосподарських районах велике значення мали вирощування цукрової тростини та бананів. Також варто відзначити бавовну, волокна та арахіс.
Місцеве сільське господарство, однак, загалом не було дуже розвиненим і екстенсивним, переважно вирощуючи кукурудзу та кунжут; Однак у 1950-х рр. розвиваються і сучасні сільськогосподарські кооперативи.
Серед спонтанної продукції виділили ладан, смирну та гуміарабік.
У 1952 р. стадо налічувало близько 6 мільйонів тварин, головним чином овець і кіз, потім биків, верблюдів і коней.
Вилов акул був широко поширений серед місцевих жителів і потім був експортований до Аравії та Занзібару. Риболовля тунця також була присутня в регіоні Пунтленд.
Серед основних статей експорту (головним чином до Італії, за якою йдуть Аден та Аравія) — продукти харчування, шкіра, шкури та бавовна; Зокрема, 60% експорту становили банани.

### Промисловість
Основною галуззю промисловості була текстильна (100 ткацьких верстатів і 160 робітників у 1960). Заслуговує на увагу також харчова промисловість (м'ясні консерви) в Могадішо.
У Могадішо, Мерці та інших містах працювали теплові електростанції, тоді як соляний сектор занепадав.

## Спадщина

### Сомалі
Сомалійський дипломат та історик Ісмаїл Алі Ісмаїл писав:
«Сильна, стабільна бюрократія, заснована на заслугах, є хребтом стабільного уряду. Це те, що дозволяє державі витримувати політичні шторми; це те, що тримає державний корабель на плаву та не дає йому потонути, коли політичне море зашкалює. У самій Італії такої бюрократії дуже не вистачало, її державну службу описували як «надлишкову, неефективну та непідпорядковану» Сомалійці кажуть: "Ninkaad kabo ka tolanaysid kabihiisaa la' eegaa," що означає: «Перш ніж попросити шевця зробити вам пару черевиків, подивіться на його власне». Очевидно, якщо хтось шукав у ті часи — чи навіть зараз — хорошу систему управління чи адміністрування, ніхто б не поїхав до Італії. Італія просто не могла залишити її Сомалі того, чого вона сама не мала».

### Італія
Індро Монтанеллі, захисник італійського колоніального панування, писав наприкінці 1990-х, що десять років італійської опіки були «золотим століттям» Сомалі. Він стверджував, що населення майже подвоїлося, неграмотність скоротилася на 60%, недоїдання у сільській місцевості зникло, економіка злетіла до найрозвиненіших африканських країн, і між усіма жителями Сомалі відбулася повна інтеграція в релігійних та суспільно-політичних питаннях.
Ернесто Россі, італійський політик і журналіст критикував уряд який припинив своє існування в статті 1963, написавши: «Кадри AFIS були заповнені чиновниками та службовцями, які представляли вершки фашистської адміністрації. Гірших вчителів демократії годі було знайти."